# Eccentricità (comportamento)

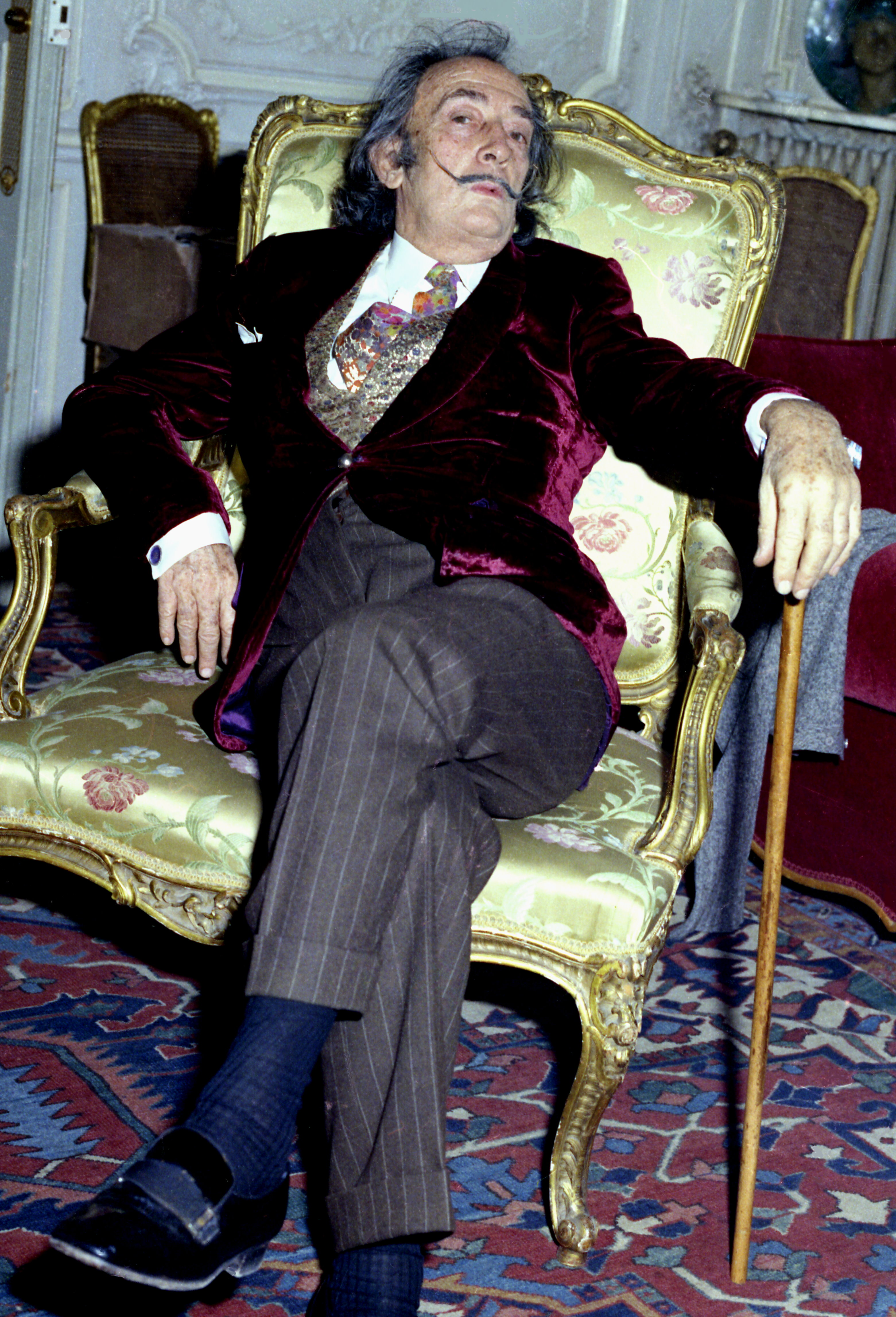
Salvador Dalí, artista ricordato per i suoi gusti eccentrici.

L'eccentricità (chiamata anche stranezza, bizzarria o stravaganza) si riferisce generalmente al comportamento socialmente inappropriato o bizzarro di alcuni individui nella società, associato a uno stile di vita diverso o a una percezione originale della realtà circostante.  
Un eccentrico è una persona che non agisce secondo le norme prevalenti e il comportamento della comunità, ma agisce in modo individualistico e indipendente.

## Etimologia
"Eccentrico" deriva dal latino medievale eccentricus, derivato dal greco ekkentros, "fuori dal centro", da ek-, ex- "fuori" + kentron, "centro".

## Descrizione
Il concetto di "eccentricità" viene spesso applicato a determinati soggetti che si caratterizzano per la personalità e l'atteggiamento inusuali. Tali comportamenti possono venire percepiti come non necessari da individui terzi, ma non per questo necessariamente disadattivi. L'eccentricità è spesso associata al genio a causa del suo anticonformismo e della sua creatività, che rompe con le norme popolari convenzionali. Le persone possono percepire il comportamento eccentrico dell'individuo come l'espressione esteriore della loro intelligenza o del loro impulso creativo unico. In questo senso, le abitudini dell'eccentrico sono incomprensibili non perché siano illogiche o il risultato di follia, ma perché derivano da una mente così originale che non può essere conforme alle norme sociali. Il pensatore utilitarista inglese John Stuart Mill scrisse che "la quantità di eccentricità in una società è stata generalmente proporzionale alla quantità di genio, vigore mentale e coraggio morale che conteneva", e pianse la mancanza di eccentricità come "il principale nemico del tempo". Edith Sitwell ha scritto che l'eccentricità è "spesso una sorta di orgoglio innocente", dicendo anche che i geni e gli aristocratici sono chiamati eccentrici perché "non hanno paura e non sono influenzati dalle opinioni e dai capricci della folla". L'eccentricità è anche associata a una grande ricchezza. Quelli che sarebbero considerati segni di follia in una persona povera, alcuni potrebbero accettare come eccentricità nelle persone benestanti. Gli eccentrici possono o non possono comprendere gli standard per il comportamento normale nella loro cultura. Sono semplicemente indifferenti alla disapprovazione da parte della società delle loro abitudini o convinzioni. Proprio a causa delle connotazioni positive dell'eccentricità, alcuni individui tentano di distinguersi dalla massa comportandosi in modo bislacco.
In un'ottica più negativa, l'eccentrico può essere considerato alla stregua di un folle o comunque di una persona instabile e imprevedibile. Alcuni eccentrici si comportano in maniera stravagante a causa delle loro patologie e disturbi mentali (ci sono eccentrici ai quali sono stati diagnosticati, ad esempio, il disturbo ossessivo-compulsivo e varie forme di autismo).
Esistono vari modi attraverso i quali gli eccentrici manifestano i loro comportamenti inusuali. Essi possono, ad esempio, coltivare hobby/passioni percepiti come "strani" dalla maggior parte delle persone, indossare abiti non convenzionali o fuori moda, o comunicare in maniera singolare.
Lo psicologo David Weeks sostiene che le persone con una malattia mentale soffrano del loro comportamento, mentre gli eccentrici sono abbastanza felici. Afferma persino che gli eccentrici sono meno inclini alla malattia mentale di tutti gli altri. Secondo lo studio di Weeks, ci sono diverse caratteristiche distintive che spesso differenziano una persona eccentrica sana da una persona normale o da qualcuno che ha una malattia mentale. Le prime cinque caratteristiche nell'elenco di Weeks si trovano nella maggior parte delle persone considerate eccentriche:
- Nessuna conformità persistente;
- Creatività;
- Una curiosità potente con comportamenti esplorativi;
- Idealismo;
- Autoconsapevolezza della propria diversità individuale;

Weeks ha elencato anche le caratteristiche che alcune persone eccentriche, ma non tutte, possono presentare:
- Felicemente ossessionate da uno o più hobby;
- Intelligenza sopra la media;
- Onestà e supponenza;
- Disinteresse alle opinioni o alla compagnia di altre persone;
- Senso dell'umorismo malizioso;
- Ortografia irregolare;
- Single;
- Di solito il figlio maggiore o il figlio unico;
- Non sono competitive;
- Insolite nelle loro abitudini alimentari e nelle loro modalità di vita.[4]

Eccentrici famosi sono Albert Einstein, Nikola Tesla, Henry Cavendish, Isaac Newton, Howard Hughes e David Bowie.